# Nora (Schweden, Ort)
Nora ist ein Ort (tätort) in der schwedischen Provinz Örebro län und der historischen Provinz Västmanland. Der Ort ist zugleich Hauptort der gleichnamigen Gemeinde Nora.

## Geografie
Etwa 30 Kilometer nördlich von Örebro am Norasjön gelegen, ist der Ort über den Riksväg 244 erreichbar.

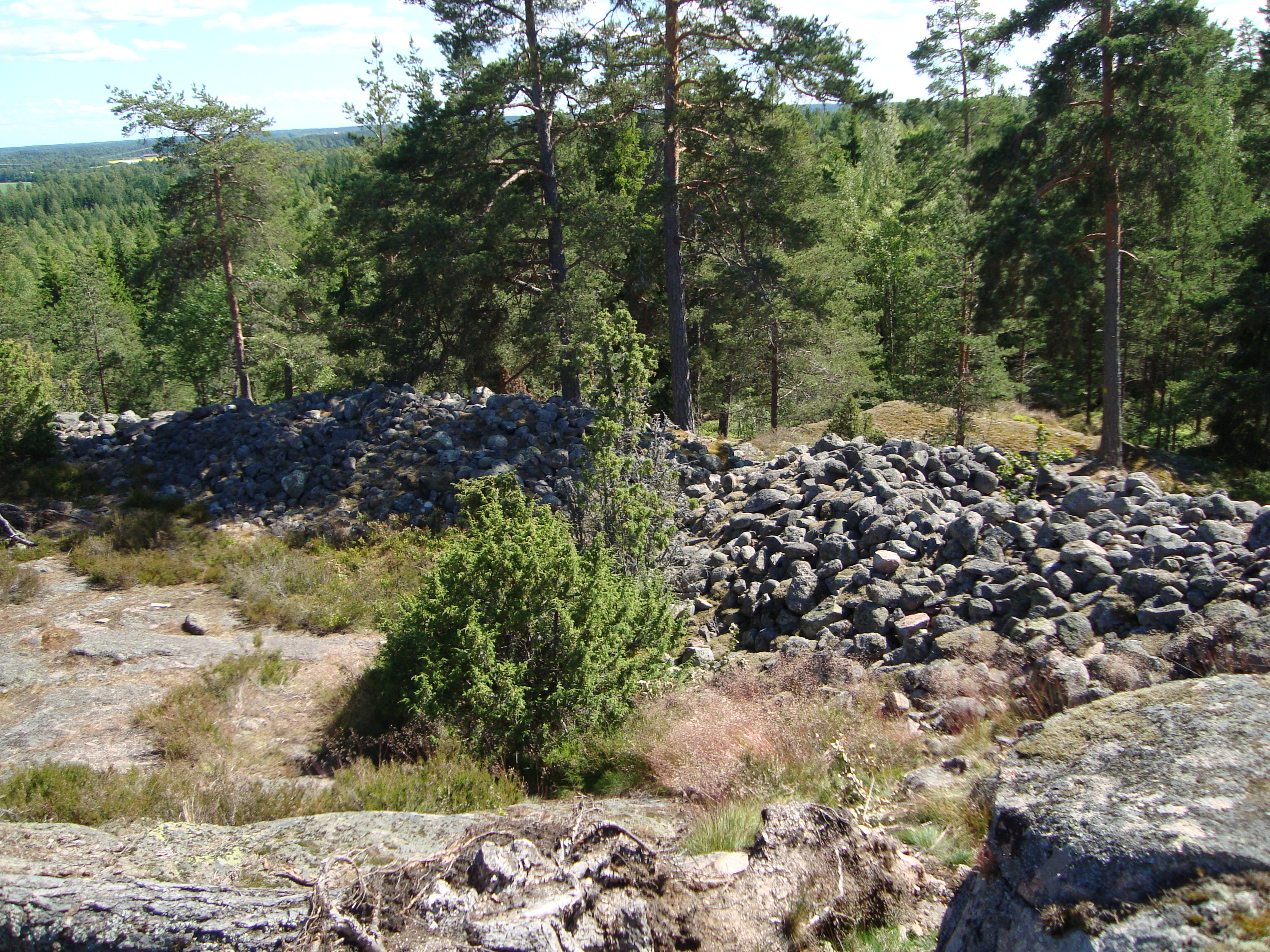
Tistaborg

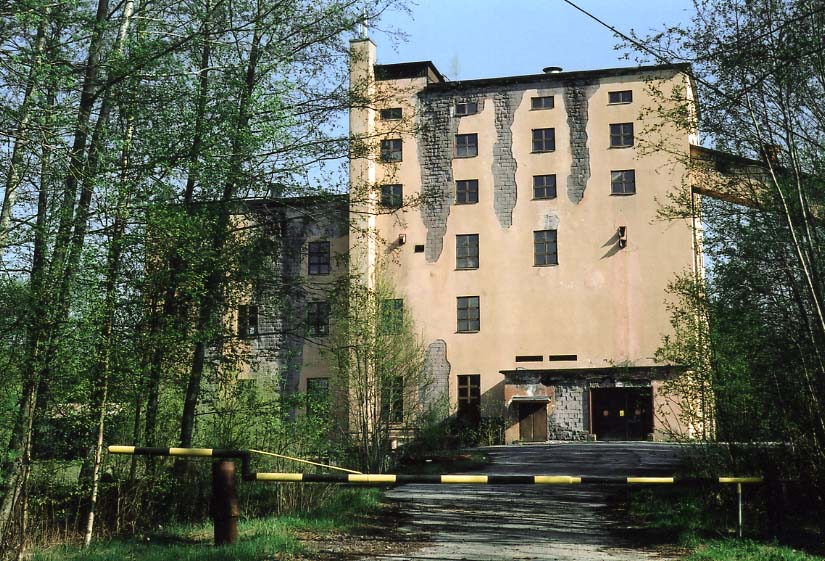
Ehemalige Grube Striberg

## Geschichte
Nora ist ein alter Bergbauort und eine der am besten erhaltenen Holzstädte Schwedens. Die meisten Gebäude stammen aus dem 18. und 19. Jahrhundert und werden auch heute noch bewohnt oder dienen als Geschäftsräume. Nora erhielt zeitgleich mit Lindesberg 1643 Stadtprivilegien verliehen, da der Staat vergeblich versuchte, die Bewohner beider Orte zur Umsiedlung in die neuzugründende Stadt Järle zu zwingen.
Am 5. März 1856 erhielt Nora Eisenbahnanschluss über die Bahnstrecke Nora–Ervalla. 1874 kam die Strecke nach Karlskoga (Nora–Karlskoga Järnväg) hinzu, die 1876 zum Hafen Otterbäcken am Vänern verlängert wurde. Auf beiden Strecken wurde der Personenverkehr 1966 und der Güterverkehr in den 1980er Jahren eingestellt. Seit 1986 wird vom Bahnhof Nora aus auf den beiden Strecken Museumseisenbahnbetrieb von der Gesellschaft Nora Bergslags Veteran-Jernväg durchgeführt, die zusammen mit Nora und Pershyttan den Europa-Nostra-Preis, eine internationale Auszeichnung für Bewahrung von Gebäuden und Kulturgütern, verliehen bekam.

## Persönlichkeiten

### Söhne und Töchter der Stadt
Nach Geburtsjahr
- Gustaf Eneström (1852–1923), Mathematiker und Bibliothekar
- Fredrik Franson (1852–1908), Evangelist und Gründer mehrerer Missionsgesellschaften
- Birger Mörner (1867–1930), Diplomat und Schriftsteller
- Axel Hambræus (1890–1983), Schriftsteller
- Eric Iljans (* 1969), Freestyle-Skiläufer

### Persönlichkeiten, die mit Nora in Verbindung stehen
Von 1979 bis 1991 lebte die schwedische Schriftstellerin Maria Lang in Nora. Am Ufer des Norasjön wurde, nach ihrem Tode, eine Statue aufgestellt.